# Radewiese
Radewiese, niedersorbisch Radowiza, ist ein amtlich ausgewiesener Wohnplatz der Gemeinde Heinersbrück im Landkreis Spree-Neiße in Brandenburg.

## Lage
Radewiese liegt in der Niederlausitz etwa einen Kilometer nördlich von Heinersbrück und gehört zum amtlichen Siedlungsgebiet der Sorben/Wenden. Umliegende Ortschaften Jänschwalde und Sawoda im Norden, Heinersbrück im Süden, der zur Gemeinde Teichland gehörende Ortsteil Bärenbrück im Südwesten sowie die Stadt Peitz im Nordwesten.
Östlich von Radewiese verläuft die Bundesstraße 97 von Cottbus nach Guben. Westlich des Dorfes befindet sich das Kraftwerk Jänschwalde und östlich liegt der Braunkohletagebau Jänschwalde.

## Geschichte
Die Ortschaft Radewiese wurde erstmals im Jahr 1527 als „Radeweis“ urkundlich erwähnt. Der Ortsname stammt aus der niedersorbischen Sprache und bedeutet „Siedlung eines Mannes namens Radowid“. Zum Zeitpunkt der Ersterwähnung zählte Radewiese zur Herrschaft Cottbus.
Nach dem Wiener Kongress kam Radewiese als Teil der Niederlausitz an das Königreich Preußen und gehörte dort zum Landkreis Cottbus. Zum 1. Oktober 1938 wurde der Ort von den Nationalsozialisten nach Heinersbrück zwangseingemeindet und in Heinersbrück-Nord umbenannt. Den Kindern des Dorfes wurde zudem der Gebrauch der wendischen Sprache verboten. Kurz nach Ende des Zweiten Weltkrieges wurde Radewiese kurzzeitig wieder eigenständig. Am 1. Juli 1950 wurde das Dorf wieder nach Heinersbrück eingemeindet.
Am 25. Juli 1952 wurde Radewiese dem neu gebildeten Kreis Cottbus-Land im Bezirk Cottbus zugeschlagen. Nach der Wende lag das Dorf im Landkreis Cottbus in Brandenburg und gehörte ab dem 16. Juli 1992 zum Amt Peitz. Nach der brandenburgischen Kreisreform am 6. Dezember 1993 wurde Heinersbrück mit Radewiese und Sawoda zum neu gebildeten Landkreis Spree-Neiße zugeordnet.

## Bevölkerungsentwicklung
| Jahr | Einwohner |
| ---- | --------- |
| 1875 | 127       |
| 1890 | 114       |
| 1910 | 111       |
| 1925 | 117       |
| 1933 | 112       |
| 1939 | 121       |
| 1946 | 148       |

Für seine Statistik über die sorbische Bevölkerung in der Lausitz ermittelte Arnošt Muka in den achtziger Jahren des 19. Jahrhunderts in Radewiese eine Bevölkerungszahl von 121 Einwohnern, von denen alle Sorben waren.

## Nachweise
1. ↑  Reinhard E. Fischer: Die Ortsnamen der Länder Brandenburg und Berlin. Alter – Herkunft – Bedeutung. be.bra Wissenschaft, Berlin 2005, S. 138.
2. ↑  Wohnteil Radewiese. Amt Peitz, abgerufen am 28. August 2017.
3. ↑  Radewiese im Geschichtlichen Ortsverzeichnis. Abgerufen am 28. August 2017.
4. ↑  Historisches Gemeindeverzeichnis des Landes Brandenburg 1875 bis 2005. (PDF; 331 kB) Landkreis Spree-Neiße. Landesbetrieb für Datenverarbeitung und Statistik Land Brandenburg, Dezember 2006, abgerufen am 28. August 2017.
5. ↑  Ernst Tschernik: Die Entwicklung der sorbischen Bevölkerung. Akademie-Verlag, Berlin 1954.